# Mogens Wingaard
Mogens Mogensen Wingaard (9. december 1639 – omkring 1710) var en dansk rektor, digter og oversætter.
Mogens Wingaard blev født i Nørholm i Aalborg Amt, hvor hans fader, Jens Jensen Sjørslev, var præst, hans moder, Anne Kjeldsdatter, havde forud været gift med forgængeren Mogens Thomesen Wingaard, efter hvem denne hendes søn fik navn. Wingaard blev student fra Aalborg i 1660 og tilbragte i sin studietid 3 år i Vitus Berings hus.
I 1666 vendte han tilbage til Aalborg som konrektor, tog 1667 magistergraden og rykkede allerede 1668 på biskop Anders Ringkjøbings anbefaling op i rektoratet, et forholdsvis godt embede for en mand i hans alder. Han har uden tvivl også i flere henseender været stillingen voksen, da han hverken manglede interesser eller kundskaber, selv om professorerne ikke altid var fornøjede med stilen i hans testimonier; men hans egenrådighed, stridighed og drilagtighed så vel over for sine foresatte som over for andre gjorde hans embedstid til en kæde af ubehageligheder, som til sidst endte med hans afskedigelse.
Uheldet ville dertil, at han i 2 af de biskopper, Matthias Foss og Henrik Bornemann, som fungerede i hans tid, stødte på en stærk gejstlig herskesyge, især hos sidstnævnte, og at han fra 1670 til konrektor havde en så utiltalende person som magister Ole Bjørn. Med denne havde Winding en strid i anledning af forskellige sigtelser, han havde tilladt sig mod sin konrektor for uredelighed med videre, med sognepræsten ved Budolphi Kirke procederede han om forrangen; men den sag, som især optog ham i en årrække og omsider fældede ham, var en vidtløftig proces om kirketienden af Østre og Vestre Hassing Sogne, som var henlagt til rektors løn; Winding oppebar i flere år indtægterne uden at erlægge de befalede afgifter af tienderne til kirkerne, skønt en provsteret 1674 dømte ham dertil. En landemodedom 1680, der i hovedsagen stadfæstedes af Højesteret, fik ham vel til at udrede, hvad han skyldte til 1680, men de følgende år var han atter i restance, og samtidig kom han i proces med den med Windings lærervirksomhed meget misfornøjede biskop Foss, som Winding ikke uden grund beskyldte for at gå ham for nær i hans rettigheder.
Højesteret dømte ham i 1682 til at gøre biskoppen afbigt og udstede en skriftlig forpligtelse, hvis misligholdelse skulle medføre embedsfortabelse, hvilken eventualitet indtrådte i 1684, da han endelig dømtes fra rektoratet. Winding levede derefter nogle år i Vendsyssel, hvor han ejede noget jordegods i Kås, Jetsmark Sogn, fra 1689 i København, beskæftiget med litterære sysler.
Endnu 1710 fik han som gammel og syg et legat for fattige studenter og er vistnok snart efter død. Gift synes han aldrig at have været.
Foruden nogle danske og latinske digte m. m. har han leveret oversættelser af Florus (1699) og en del af Quintus Curtius Rufus (1704), hvilken sidste har givet Ludvig Holberg anledning til at lade Jacob von Tyboe gøre "Mons Wingaard" til en stor general. Om end hans hovedformål med disse arbejder var at skaffe sig noget til livets ophold – "Gak ud og hent mig nogle Penge ind" siger han i fortalen til Florus – må han dog siges at have udført sit arbejde med omhu; så vel et godt sprog som en gennemtænkt ortografi lagde han vægt på.